# Vadna, Borsod-Abaúj-Zemplén
Vadna este un sat în districtul Kazincbarcika, județul Borsod-Abaúj-Zemplén, Ungaria, având o populație de 658 de locuitori (2011). 

## Demografie
Componența etnică a satului Vadna
     Maghiari (95,85%)
     Romi (2,89%)
     Alții (1,26%)
Componența confesională a satului Vadna
     Reformați (40,73%)
     Romano-catolici (15,05%)
     Fără religie (11,7%)
     Greco-catolici (2,43%)
     Luterani (1,06%)
     Atei (1,06%)
     Necunoscută (27,96%)
Conform recensământului din 2011, satul Vadna avea 658 de locuitori. Din punct de vedere etnic, majoritatea locuitorilor (95,85%) erau maghiari, cu o minoritate de romi (2,89%). Nu există o religie majoritară, locuitorii fiind reformați (40,73%), romano-catolici (15,05%), persoane fără religie (11,7%), greco-catolici (2,43%), luterani (1,06%) și atei (1,06%). Pentru 27,96% din locuitori nu este cunoscută apartenența confesională.